# Walzbachtal
Walzbachtal je općina u njemačkoj pokrajini Baden-Württemberg, u okrugu Karlsruhe.

## Stanovništvo
Walzbachtal ima 9033 stanovnika, koji žive u dva naselja: Wössingenu i Jöhlingenu.

## Ugovori o partnerstvu
- Bacsbokod, Mađarska

## Vanjske poveznice
- Službena stranica (njem.)

### Ostali projekti
|  | Zajednički poslužitelj ima još gradiva o temi Walzbachtal |